# Medaka

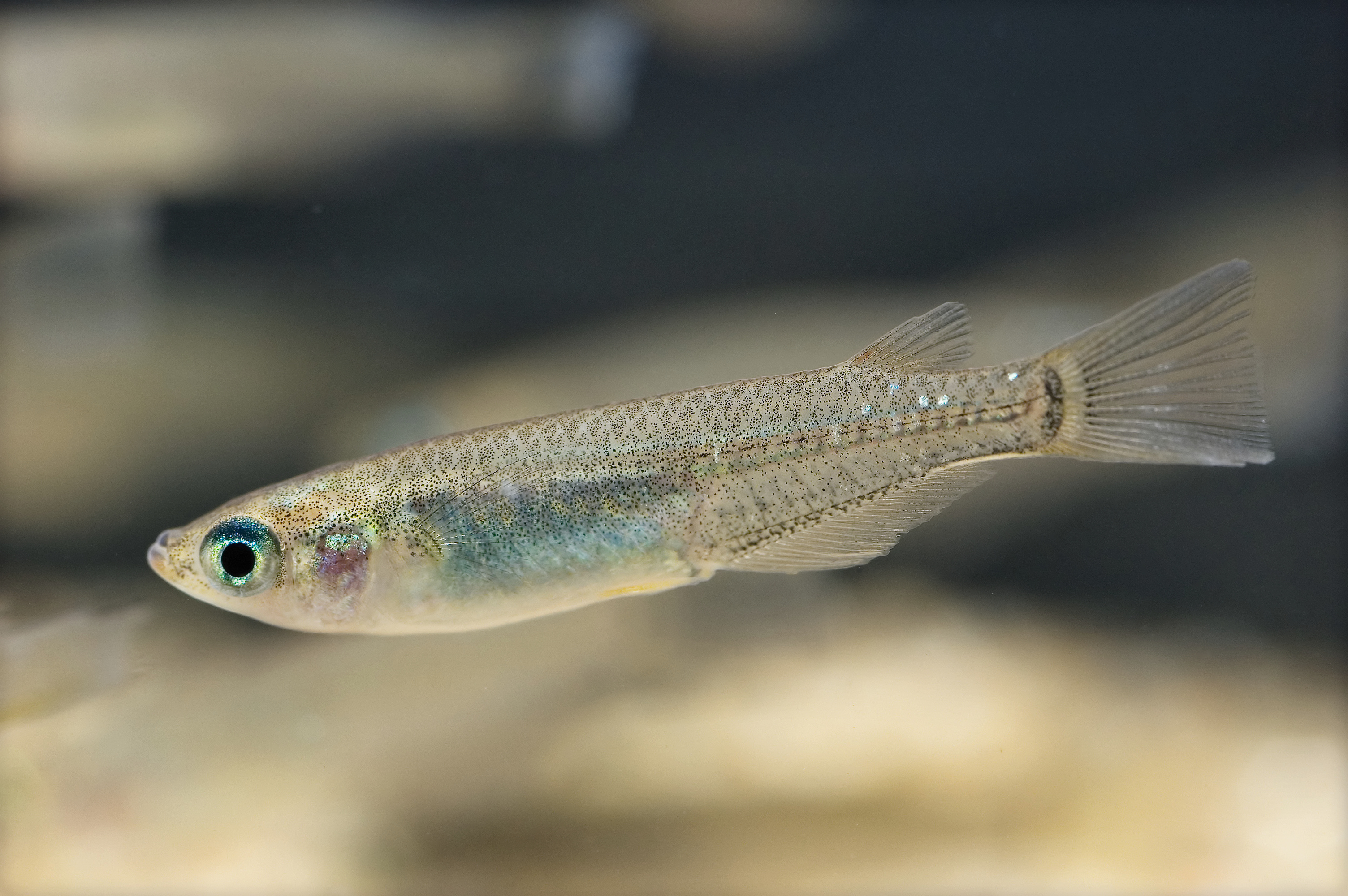
Medaka, Oryzias latipes-Wildform, gefangen in Hamamatsu, Präfektur Shizuoka, Japan, Aquarienaufnahme

Verbreitungsgebiet von Nördlichem (Oryzias sakaizumii) und Südlichem (Oryzias latipes) Medaka in Japan

Unter dem Trivialnamen Medaka (japanisch メダカ Medaka), wörtlich übersetzt (Me) Auge (Daka) hoch, auch Japanischer Reisfisch oder Reiskärpfling, versteht man sämtliche in Japan vorkommende und aus ihnen gezüchtete Reisfische der Gattung der Reiskärpflinge (Oryzias, Familie Reisfische (Adrianichthyidae)). Medaka sind als Aquarienfische, aber auch als Modellorganismus in der biologischen Forschung von Bedeutung. Derzeit sind zwei japanische Arten beschrieben: Der Südliche Medaka Oryzias latipes und der Nördliche Medaka Oryzias sakaizumii.

## Benennung: Trivialname und Artbezeichnungen
Sämtliche Japanische Reisfische, seien es Zucht- oder Wildformen, werden als Medaka (Trivialname) bezeichnet, was wörtlich übersetzt (Me) Auge (Daka) Hoch bedeutet. Das Merkmal mit den relativ hoch stehenden Augen trifft bei den Wildformen vor allem auf Oryzias sakaizumii zu.
Bei den Wildformen unterscheidet man taxonomisch seit Ende 2011 den Oryzias sakaizumii, der schon länger als Nördlicher Medaka, (japanisch キタノメダカ Kita-no-medaka), bezeichnet wurde, von der südlichen Population (Oryzias latipes, japanisch ミナミメダカ Minami-medaka). Die beiden Arten unterscheiden sich genetisch und vom Aussehen her. In der Regel werden beide Arten und vor allem aus diesen Arten herausgezüchtete Farbformen als Medaka bezeichnet.
Der Gattungsname Oryzias bezieht sich auf das Vorkommen der Fische in Reisfeldern (nach dem Gattungsnamen für Reis Oryza), das Artepitheton latipes bei Oryzias latipes leitet sich von lateinisch latus „breit“ und pes „Fuß“ her. Oryzias sakaizumii wurde vom Art-Epithet her nach Dr. Mitsuru Sakaizumi benannt, einem Molekulargenetiker an der Universität Niigata, der Pionierarbeit auf dem Gebiet der molekularen phylogenetischen Untersuchung japanischer Reisfische geleistet hat. Mitunter wird auch Oryzias sinensis als „Spezieskomplex“ zu den Medaka aufgeführt.

## Merkmale

Südlicher Medaka Oryzias latipes von Yonago, Präfektur Tottori auf Honshū, Japan, Wildform. Man erkennt im Sonnenlicht bereits Farbreflexe, auf denen bei der Zucht von Farbformen aufgebaut wurde.

Medaka erreichen eine Länge von bis zu etwa vier Zentimetern. Lynne R. Parenti untersuchte insgesamt 1321 Exemplare. Diese hatten eine Maximallänge von 35,6 mm Standardlänge (SL). Der Körper ist langgestreckt und schlank. Das dorsale Körperprofil ist vom Kopf bis zum Ursprung der Rückenflosse relativ gerade; das ventrale Körperprofil liegt ebenfalls relativ gerade vom Kopf bis zum Ursprung der Afterflosse. Der Ursprung der Rückenflosse liegt relativ weit hinten. Das Maul ist endständig mit etwa gleich langen Kiefern oder etwas längerem Unterkiefer. Die Augen sind mittelgroß und ragen nicht über die Kopfoberseite. Bei Oryzias sakaizumii stehen die Augen vergleichsweise eher oben, bei Oryzias latipes ist die Schwanzflosse größer. Die Schuppen sind relativ große Cycloidschuppen, von denen entlang des Körpers 28 bis 32 liegen. Der Körper ist durchscheinend mit verstreut liegenden, dunklen Melanophoren, die von der Rückseite des Kopfes bis zum Ansatz der Rückenflosse und auf der Flanke vom Kopf bis zur Schwanzflosse mehr oder weniger deutliche dunkle Reihen bilden. Der Kiemendeckel und das Peritoneum sind silbrig; letzteres ist bei den Weibchen etwa rechteckig, bei den Männchen kleiner und dreieckig. Die Rückenflosse weist 5 bis 7 Strahlen auf, die Afterflosse hat 17 bis 22. Die Schwanzflosse hat in der oberen und unteren Hälfte je einen ungegliederten und vier bzw. fünf gegliederte Strahlen sowie dorsal fünf und ventral sechs prokurrente Strahlen. Die Zahl der Branchiostegalstrahlen liegt bei fünf bis sechs, die der Wirbel bei 27 bis 32.
Bei Oryzias sakaiuzumii befinden sich auf dem hinteren Teil der Körperseite ausgeprägte unregelmäßige schwarze Flecken; und mehrere silbrige Schuppen in Flecken auf dem hinteren Teil des Körpers. Der Körper ist transparent, hellbraun, und mit winzigen Melanophoren gespickt. Im Allgemeinen sind alle Flossen und der Bauch hellgelb gefärbt. Die Schwanzflosse ist mit gelblichen dorsalen und ventralen Bändern versehen. Von hinten gesehen leuchtet das Auge silbrig-blau.
Vom Verhalten her ist der Nördliche Medaka – auch wenn nicht an Menschen gewöhnt – weniger schreckhaft als der Südliche Medaka.

## Geschlechtsunterschiede

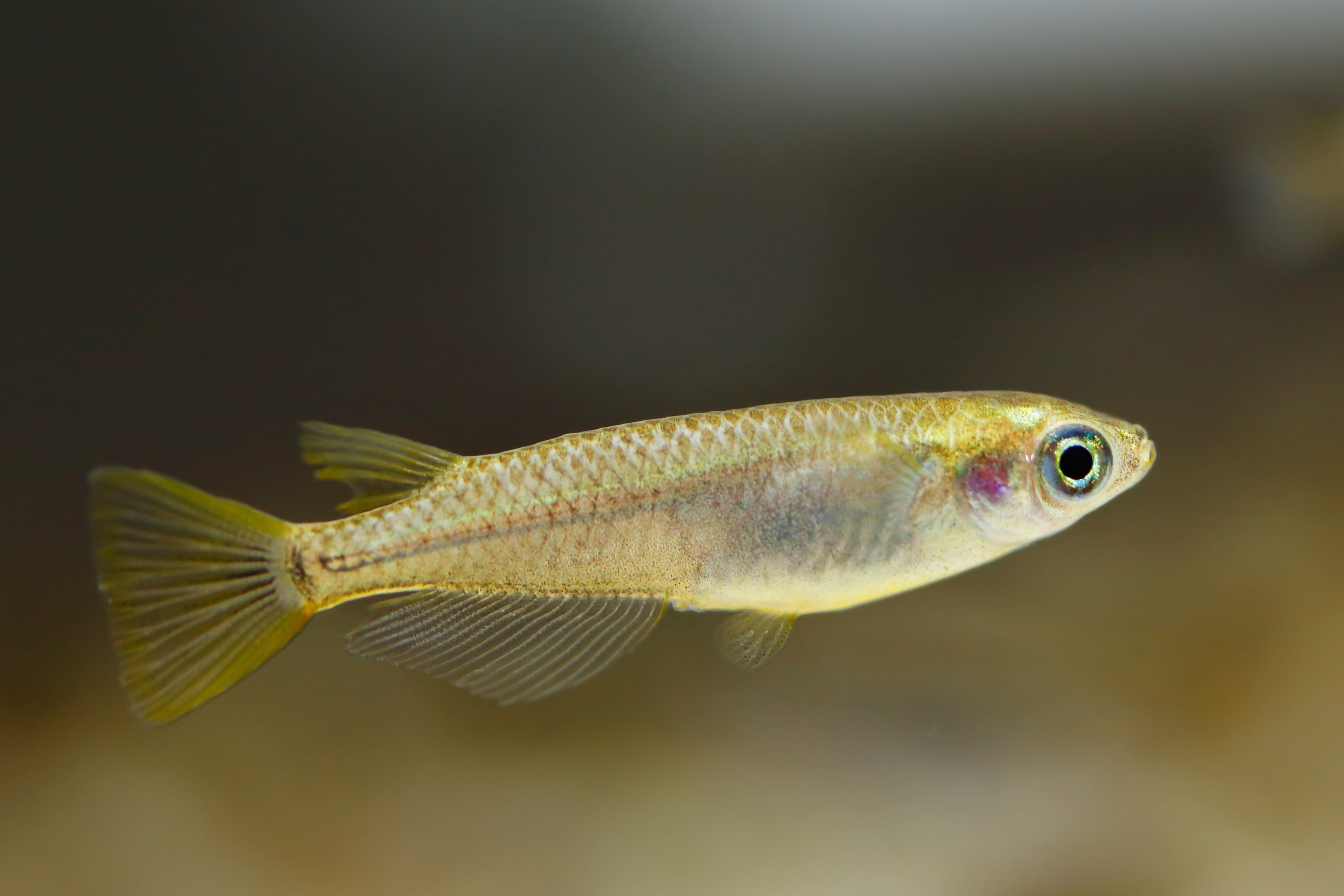
Männlicher Nördlicher Medaka (Oryzias sakaizumii)
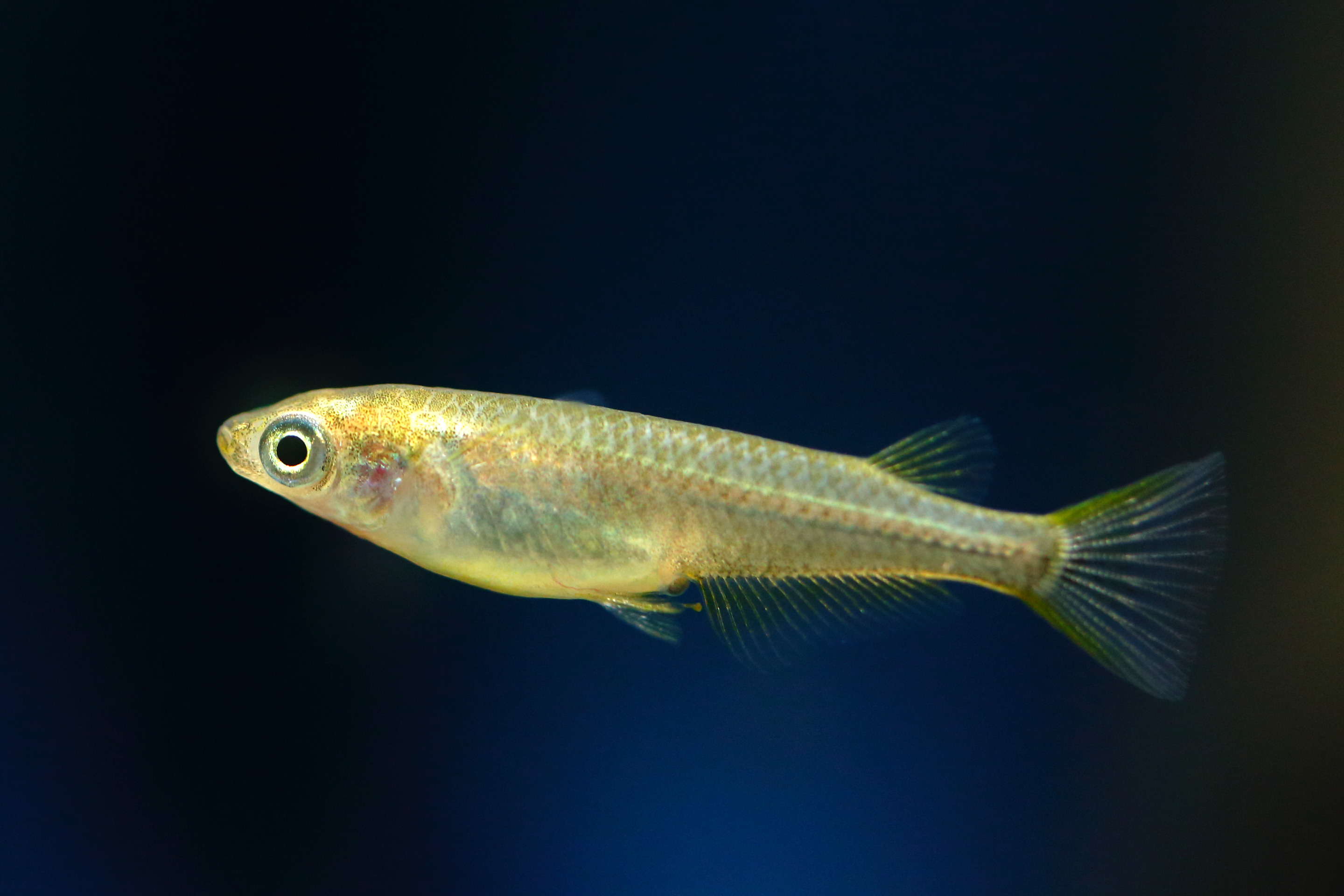
Weiblicher Nördlicher Medaka (Oryzias sakaizumii)

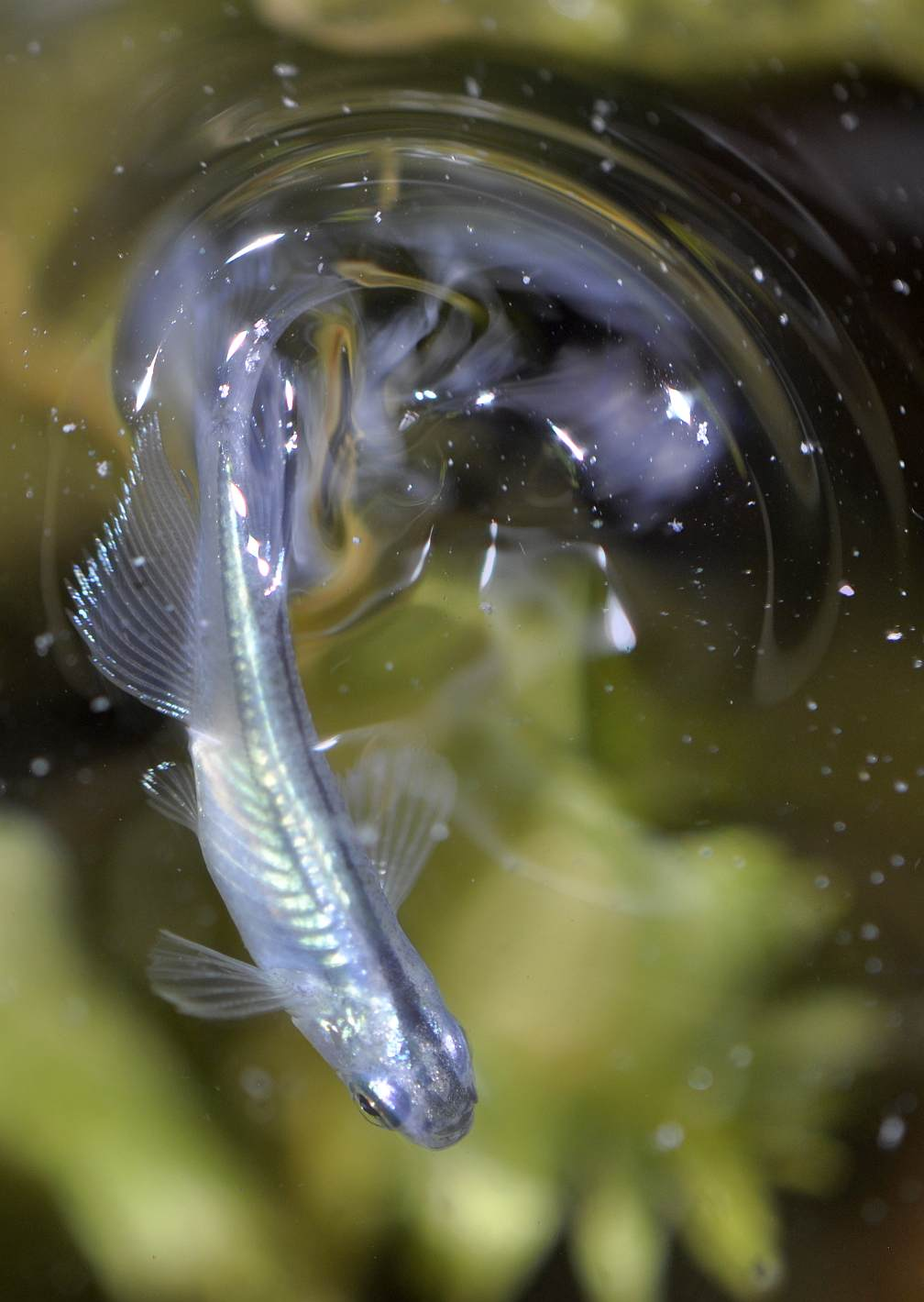
Medaka Farbform „Miyuki Blue“, Männchen, bei dem man auf der linken Bildseite deutlich die verlängerten Flossenstrahlen der Afterflosse und die dadurch im Vergleich mit weiblichen Medaka breitere Afterflosse sieht

Bei beiden Arten und bei den aus ihnen gezüchteten Farbformen sind bei den Männchen die Strahlen der Rückenflosse fadenförmig verlängert und die Membran zwischen den letzten beiden Rückenflossenstrahlen (5 und 6) ist gekerbt, während diese bei den Weibchen nicht verlängert und gekerbt sind. Auch die Strahlen der Afterflosse sind bei den Männchen deutlich verlängert (siehe Foto rechts). Die Brustflossen haben 9 bis 11 und die Bauchflossen 5 bis 7 Strahlen, die bei den Weibchen teilweise verlängert sind und fast bis zur Afterflosse reichen.

## Vorkommen

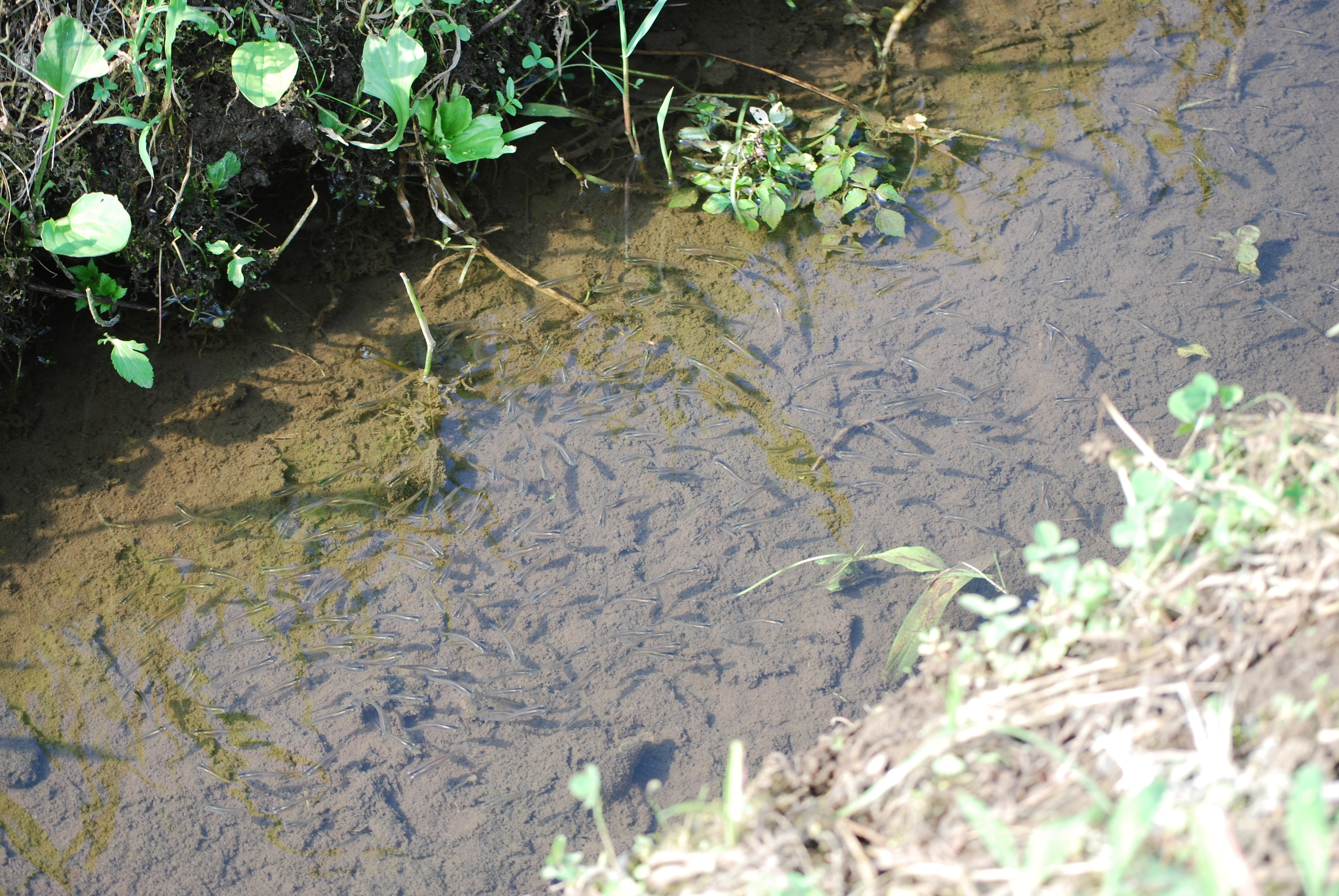
Medaka in einem kleinen Gewässer in der Stadt Katori, Präfektur Chiba, Japan

Reisfische der Gattung Oryzias kommen von Laos und Vietnam bis Ostchina und Korea und auf den japanischen Inseln von den Ryūkyū-Inseln bis Honshū vor. Sie besiedeln meist stehende oder langsam fließende Süß- und Brackgewässer wie Tümpel oder Reisfelder. In Japan vorkommende Oryzias werden Medaka genannt. Orxyzias sakaizumii kommt im Norden von Japan vor, Oryzias latipes im Süden.

## Taxonomie
Der Medaka wurde 1846 von Coenraad Jacob Temminck und Hermann Schlegel wissenschaftlich als Poecilia latipes beschrieben. 1866 wurde diese Art von Albert Günther einer Gattung Haplochelus zugeordnet und 1901 von David Starr Jordan und John O. Snyder in die Gattung Aplocheilus gestellt. 1906 beschrieben Jordan und Snyder dann die Gattung Oryzias mit dem Medaka als einziger und Typusart, die sich von Aplocheilus durch das Fehlen von Zähnen am Pflugscharbein unterscheide. Tatsächlich fehlt in der Gattung Oryzias das Pflugscharbein.

## Gefährdungsstatus

### Beide Arten
Die Verdrängung des traditionellen Reisanbaus mit dessen traditioneller Form der Wasserregulierung („Satoyama“), die Zerstörung und Verschmutzung von Feuchtgebieten und die Aussetzung von Gambusen und anderen Neozoen setzte den Wildpopulationen stark zu.
Wildpopulationen von Medaka sind zudem durch Aussetzen von Zuchtformen bedroht. Zuchtformen weisen jedoch andere Eigenschaften aus, als Wildformen sie haben. In Gebieten, in denen Zuchtformen ausgesetzt werden, steigt die Zahl an Hybriden zwischen Zuchtformen und den reinen Arten mit fortschreitender Hybridisierung immer weiter an. Dies führt zu dem Problem, dass dadurch reinrassige Wildformen dort verschwinden werden. Die Japanische Medaka-Gesellschaft (Japan Medaka Association; J.M.A.) versucht, durch Aufklärung und weitere Maßnahmen dem entgegenzuwirken.

### Oryzias sakaizumii
Die Wildpopulationen von Oryzias sakaizumii gehen stark zurück, das Verbreitungsgebiet dieser Art weist inzwischen Lücken auf und Fische dieser Art können immer seltener gefangen und nachgewiesen werden. Negativ wirken sich zum einen Flurbereinigungen auf Reisfeldern aus wie damit verbundene Umgestaltungen des Bodens und Betonauskleidungen von Bewässerungskanälen, zum anderen der Einsatz von Pestiziden und schließlich Konkurrenz durch gebietsfremde invasive Arten. Zum Beispiel wurde der Koboldkärpfling (Gambusia affinis) in den Lebensraum von Oryzias sakaizumii eingeführt und auch der Forellenbarsch (Micropterus salmoides). Oryzias sakaizumii wurde in der Präfektur Fukui als bedroht II eingestuft, in der Präfektur Niigata als nahezu bedroht und gilt in der Präfektur Aomori als eine wichtige seltene Wildart. Von der IUCN wird sie dagegen als nicht gefährdet, jedoch mit negativem Populationstrend, eingestuft.

## Verwendung in der biologischen Forschung

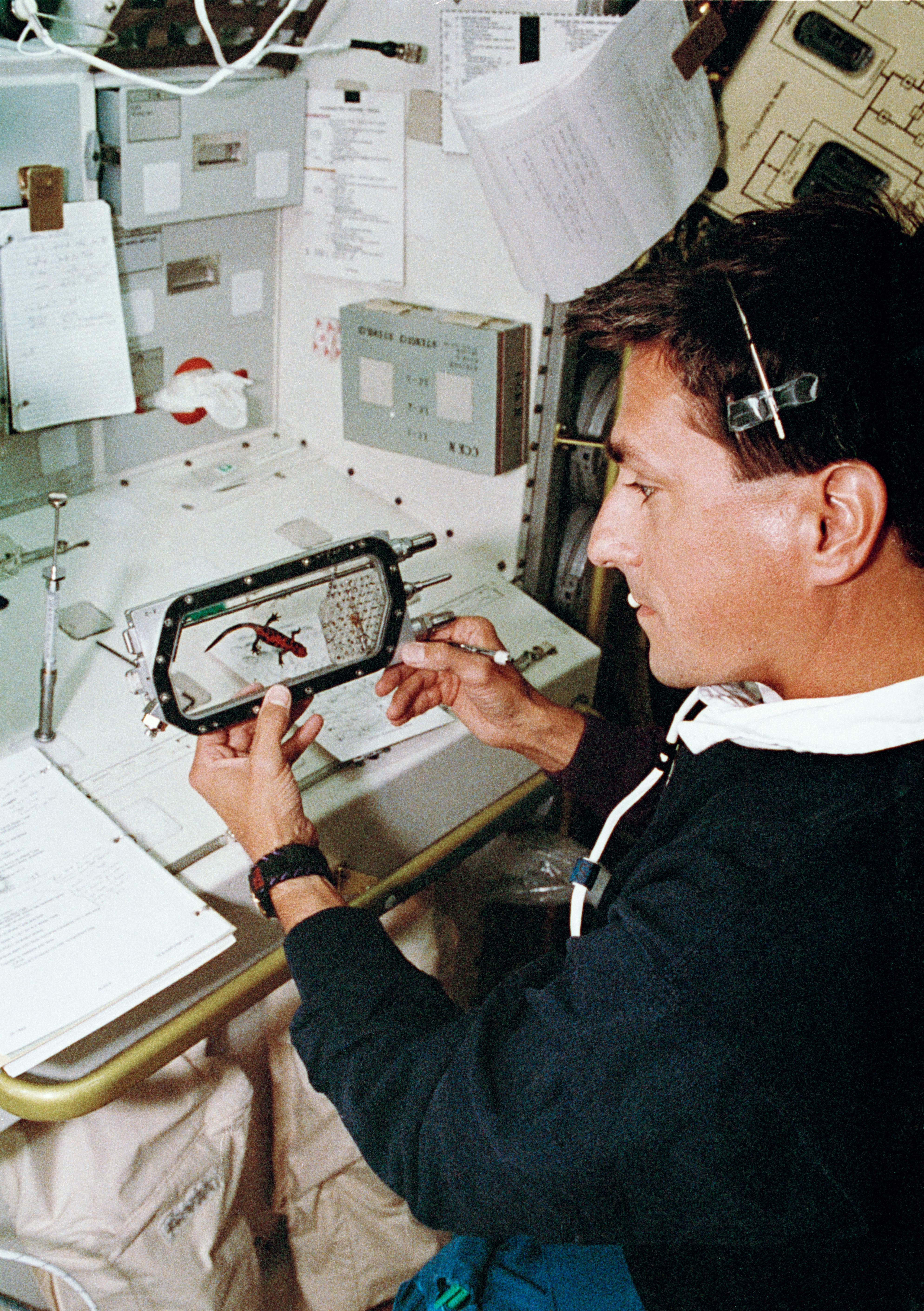
Donald A. Thomas im Wissenschaftsmodul des Weltraumlabors im Space Shuttle Columbia, hier mit einem Molch. Die dortige Aquatic Animal Experiment Unit (AAEU) beherbergte auch Medaka.

Wie auch Zebrabärblinge (Danio rerio) sind Medaka wichtige biologische Modellfische, weil das genetische Instrumentarium, das für diesen Organismus zur Verfügung steht, in letzter Zeit erweitert wurde. Die Beliebtheit von Medaka als Modellorganismus hat bei Entwicklungsbiologen bereits zu wichtigen Erkenntnissen hinsichtlich der genetischen und molekularen Mechanismen über die Entwicklung und Evolution von Wirbeltieren geführt.
Medaka und Zebrabärblinge eignen sich ideal für diesen Zweck, da sich während ihrer Evolution beide vor ungefähr 110 Millionen Jahren von ihrem letzten gemeinsamen Vorfahren getrennt haben. Durch Vergleiche kann die Genomevolution von Wirbeltieren untersucht werden.
Medaka wurden auf der Internationalen Raumstation (ISS) auch für Experimente im Weltraum verwendet. Dort geschlüpfte Jungfische passen sich gut an die dort herrschende annähernde Schwerkraft (Mikrogravitation) an, ohne dass sie das Phänomen des „Loopingschwimmens“ zeigen.

## Zuchtformen

Goldene Medaka-Farbform, auch als Himedaka bzw. Hi-medaka (ヒメダカ) bezeichnet, von oben
Goldene Medaka-Farbform (Himedaka), von der Seite. Wie auch bei manchen Wildformen sind silbrig-blaue Glanzreflexe bei den Augen zu sehen.
Silbrig-Blaue Medaka-Farbform „Miyuki Blue“.

In Japan sieht man häufig kleine Eimer oder Bottiche vor den Haustüren stehen, in denen sich Medaka tummeln. Bereits seit dem 17. Jahrhundert (Edo-Zeit) werden sie dort als Zierfische gehalten. Es existieren besonders in Japan vielerlei Farbformen, die aus den Wildformen herausgezüchtet wurden. Aber auch weltweit werden solche Farbformen als Aquarienfische oder über den Sommer in Miniteichen gehalten. Die Farbvielfalt ist so groß, dass sie inzwischen das Farbspektrum abdecken. Vor ungefähr 400 Jahren entstanden bereits goldene (Himedaka) und weiße (Shiromedaka) Farbformen, wobei laut Roberto Pellegrini die Himedaka-Farbform natürlich entstand und der Natur entnommen wurde. Danach wurden orange Medaka selektiert. Dabei gibt es mittlerweile Unterschiede in der Farbintensivität der jeweiligen Zuchtstämme. Oft werden orangefarbene Medaka generell unter dem Namen Yokihi oder Yang Guifeii angeboten, falls nicht bereits eigene Benennungen spezieller orangeroter Farbtöne bei bestimmten Zuchtstämmen definiert wurden. In den letzten Jahrzehnten traten weitere Züchtungen auf: Miyuki (silberfarben), Lame (mit glänzenden Schuppen), Kouhaku (rot/weiß), Sanshoku (dreifarbig), Orochi (schwarz) und viele mehr. Wurden früher in der Regel einfarbige Farbformen gezüchtet, so gibt es heute auch „solche mit extravaganten Farb- und Zeichnungsmustern auf dem Rücken, was oft erst auf den zweiten Blick bzw. bei näherer Betrachtung zu erkennen ist. Aber man nimmt sich Zeit für die Tiere und lässt diese auf sich wirken! Zum Teil sind die Bezeichnungen für diese Varianten an Koi- und Goldfischzuchtformen angelehnt.“
Außer Farbformen wurden auch Veränderungen im Körperbau herausgezüchtet. So haben die „Big eye“ größere Augen als reguläre Medaka, „Han Daruma“ und „Dharma“ haben kürzere Körper, „Swallow“ weisen verlängerte Flossenstrahlen und dadurch längere und breitere Flossen auf, „Hikari“ ähneln in ihrem Körperbau infolge gespiegelter unterer Körperhälfte mit größerer Rückenflosse einem Thunfisch.

## Haltung
Medaka sind im Aquarium und in außen stehenden Behältern in mittelhartem bis hartem Wasser leicht zu pflegen. In weichem Wasser werden Medaka auf Dauer hinfällig. Der bevorzugte pH-Wert liegt zwischen 7,0 und 8,0 pH, der bevorzugte Härtegrad bei 9 – 19 °dH (Grad deutscher Härte), eine Haltung in Brackwasser ist ebenfalls möglich. Der pH-Wert sollte nicht viel tiefer als 7 fallen Medaka können im Jahreslauf zwischen 4 °C und 35 °C leben, sofern sie sich an die Extremwerte langsam anpassen können. Zumindest zeitweise kühle Haltung wirkt sich lebensverlängernd aus. Der bevorzugte Temperaturbereich liegt bei 18–24 °C. Weil sich insbesondere die Zuchtformen meist an der Wasseroberfläche aufhalten und wie auch Koi und Goldfische meist auf Draufsicht gezüchtet wurden, sind Medaka als Haustier auch in Bottichen, Teichen, und ähnlichen Gefäßen gut zu sehen, wobei Medaka im Gegensatz zu Koi auch bei sehr kleiner Grundstücksfläche und in kleineren Behältern gehalten werden können. Manche Zuchtformen kommen erst richtig zur Geltung, wenn sie von oben betrachtet werden. Eine zeitweilige Haltung unter freiem Himmel oder zumindest der Kontakt zu Sonnenlicht oder UV-Strahlung führt oft zu besserer Ausprägung mancher Farbtöne. Eine Vergesellschaftung mit Wirbellosen (Schnecken, Muscheln, Garnelen) funktioniert in der Regel gut. In Japan werden Medaka oft in Schalen, Schüsseln, Becken, Wannen und Miniteichen inner- und außerhalb der Wohnung gehalten.
Sorgfalt walten zu lassen ist beim Umsetzen von sommerlicher Freilandhaltung in winterliche Indoor-Haltung und umgekehrt ratsam. Werden die Fische erst dann von draußen in den warmen Innenraum geholt, wenn der Stoffwechsel sich schon auf die Winterruhe eingestellt hatte, dieser dann aber wieder in relativ kurzer Zeit durch die Temperaturerhöhung stark aktiviert wird, so ist dies vor allem für die Weibchen eine hohe Belastung, weil die Eierentwicklung wieder einsetzt. Werden die Fische umgekehrt im Frühjahr zu früh nach außen gesetzt, so stellt die rasche Umstellung von warmen zu kaltem Wasser ebenfalls eine große Belastung für einen so kleinen Organismus dar. Eine brauchbare Lösung für solche Fische aus Freilandhaltung, die man im Innenbereich sicher vor dem Durchfrieren kleinerer Wasserbehälter schützen will, wäre etwa ein kühler Kellerraum für die Winterhaltung.

## Zucht
Medaka sind bei konstant warmer Temperatur nach zwei bis drei Monaten geschlechtsreif, so dass in einem Jahr mehrere Generationen gezüchtet werden können. Die Weibchen tragen ihre Eier noch einige Zeit lang als Traube unter dem After mit sich herum, bevor sie sich in Zonen dichten Bewuchses oder an Wurzeln von Schwimmpflanzen oder zu einem künstlichen Laichmedium wie einem Laichmopp begeben, um dort ihre Eier abzustreifen. Die Eier sind robust und können ohne großen Aufwand versendet werden.
Die Eientwicklung ist primär von der Wassertemperatur abhängig und kann bei mehr als 27 °C bereits nach 6 Tagen abgeschlossen sein, bei tieferen Temperaturen (unter 20 °C) jedoch auch 14 Tage und länger dauern. Sinken die Temperaturen dauerhaft unter 10 °C sterben die Larven. Spätestens 48 Stunden nach dem Schlupf ist der Dottervorrat der Larven abgebaut. Ab da benötigen sie Nahrung.